# Буймерська сільська рада
Бу́ймерська сільська́ ра́да — колишній орган місцевого самоврядування у Тростянецькому районі Сумської області. Адміністративний центр — село Буймер.

## Загальні відомості
- Населення ради: 735 осіб (станом на 2001 рік)

## Населені пункти
Сільській раді були підпорядковані населені пункти:
- с. Буймер
- с. Зубівка
- с-ще Виноградне
- с. Скрягівка

## Склад ради
Рада складалася з 12 депутатів та голови.
- Голова ради: Комишанський Микола Михайлович
- Секретар ради: Лукаш Антоніна Петрівна

| № виборчого округу | Прізвище, ім'я, по батькові депутата | Відомості |
| ------------------ | ------------------------------------ | --- |
| 1                  | Стадніченко Володимир Іванович       | Громадянин України, народився 22.04.1954 р., освіта загальна середня, безпартійний, пенсіонер, місце проживання: Сумська обл., Тростянецький р-н, с.Буймер, самовисування                                                                           |
| 2                  | Вороная Любов Василівна              | Громадянка України, народилася 05.07.1948 р., освіта вища, безпартійна, пенсіонерка, місце проживання: Сумська обл., Тростянецький р-н, с.Буймер, самовисування                                                                                     |
| 3                  | Пивоварова Ольга Василівна           | Громадянка України, народилася 22.05.1972 р., освіта вища, безпартійна, приватне підприємство "Буймерське", фахівець з обліку землі, місце проживання: Сумська обл., Тростянецький р-н, с.Буймер, самовисування                                     |
| 4                  | Бондаренко Юлія Миколаївна           | Громадянка України, народилася 11.03.1985 р., освіта вища, безпартійна, Буймерська загальноосвітня школа I-III ступенів Тростянецької районної ради, вчитель, місце проживання: Сумська обл., Тростянецький р-н, с.Буймер, самовисування            |
| 5                  | Бондаренко Іван Михайлович           | Громадянин України, народився 03.09.1958 р., освіта професійно-технічна, безпартійний, особисте селянське господарство, голова, місце проживання: Сумська обл., Тростянецький р-н, с.Буймер, самовисування                                          |
| 6                  | Троцька Алла Вікторівна              | Громадянка України, народилася 03.02.1963 р., освіта вища, безпартійна, Буймерська Буймерська загальноосвітня школа I-III ступенів Тростянецької районної ради, вчитель, місце проживання: Сумська обл., Тростянецький р-н, с.Буймер, самовисування |
| 7                  | Шинкаренко Лідія Василівна           | Громадянка України, народилася 20.08.1960 р., освіта вища, безпартійна, ТОВ "Буймерське господарство", бухгалтер, місце проживання: Сумська обл., Тростянецький р-н, с.Буймер, самовисування                                                        |
| 8                  | Лукаш Антоніна Петрівна              | Громадянка України, народилася 23.02.1962 р., освіта вища, безпартійна, Буймерська сільська рада, секретар, місце проживання: Сумська обл., Тростянецький р-н, с.Буймер, самовисування                                                              |
| 9                  | Бондаренко Анатолій Михайлович       | Громадянин України, народився 05.06.1962 р., освіта вища, безпартійний, Тростянецький лісгосп, лісник, місце проживання: Сумська обл., Тростянецький р-н, с.Буймер. самовисування                                                                   |
| 10                 | Курило Микола Іванович               | Громадянин України, народився 20.01.1972 р., освіта професійно-технічна, безпартійний, приватне підприємство "Буймерське", начальник сторожовової охорони, місце проживання: Сумська обл., Тростянецький р-н, с.Буймер, самовисування               |
| 11                 | Курило Надія Миколаївна              | Громадянка України, народилася 15.01.1975 р., освіта професійно-технічна, безпартійна, Буймерська сільська рада, землевпорядник, місце проживання: Сумська обл., Тростянецький р-н, с.Буймер, самовисування                                         |
| 12                 | Колісніченко Юрій Володимирович      | Громадянин України, народився 11.04.1981 р., освіта професійно-технічна, безпартійний, Тростянецький РВ УМВС України в Сумській області, старший дільничний інспектор, місце проживання: Сумська обл., Тростянецький р-н, с.Буймер, самовисування   |

### Керівний склад попередніх скликань
| Прізвище, ім'я, по батькові    | Основні відомості                                                                        | Дата обрання | Дата звільнення |
| ------------------------------ | ---------------------------------------------------------------------------------------- | ------------ | --------------- |
| Комишанський Микола Михайлович | Сільський голова, 1959 року народження, освіта вища, член Народної партії                | 26.03.2006   | 31.10.2010      |
| Комишанський Микола Михайлович | Сільський голова, 1959 року народження, освіта вища, безпартійний                        | 31.10.2010   | 15.10.2015      |
| Комишанський Микола Михайлович | Сільський голова, 1959 року народження, освіта вища, член політичної партії "Фронт Змін" | 15.10.2015   |                 |

Примітка: таблиця складена за даними сайту Верховної Ради України